# Najim Laachraoui
Najim Laachraoui alias Soufiane Kayal alias Aboe Idriss (Ajdir, 18 mei 1991 – Zaventem, 22 maart 2016) was een van de twee terroristen die de zelfmoordaanslag op de luchthaven van Zaventem pleegden. Hij was ook betrokken bij andere terreurdaden, onder meer die in Parijs.

## Afkomst en milieu
Laachraoui werd geboren in Marokko maar groeide op in Schaarbeek. Hij had de Marokkaanse en Belgische nationaliteit. Zijn broer Mourad is een taekwondosporter die zich plaatste voor de Olympische Spelen 2016.
Hij deed zijn middelbare studies in het Institut de la Sainte-Famille (Helmetwijk). Een leraar van toen omschreef hem als vlot, sociaal, intelligent, vrolijk. Laacharoui gaf wel blijk van boosheid op een maatschappij die geen begrip had voor de islam, een godsdienst die hij gelijkstelde met "vrijheid" en "vrede" en "onderwijs". Vijf jaar lang kluste hij in de vakanties bij een firma op de luchthaven Zaventem (2007-2012). Na zijn afstuderen deed hij in 2009 en 2010 nog een andere vakantiejob als poetshulp bij het Europees Parlement.
Hij ging toegepaste wetenschappen volgen aan de Université libre de Bruxelles, maar slaagde niet, en evenmin het jaar daarop aan de Université catholique de Louvain. In 2012 beëindigde hij met succes het eerste jaar van een bachelor elektromechanica. Tijdens het tweede jaar verdween hij naar Syrië.

## Fundamentalist, bommenmaker en terrorist
Reeds in 2009 had de toen 18-jarige zich laten opmerken in jihadistische milieus. Hij werd vernoemd in het onderzoek naar de bomaanslag van 2009 in Caïro als telefonisch contact van Chakir El Khattabi. In februari 2013 vertrok hij naar Syrië om tegen het leger van Bashar al-Assad te vechten. Hij was geronseld door Khalid Zerkani, een haatprediker die tientallen moslims naar oorlogsgebied in het Midden-Oosten stuurde. Na aankomst bracht hij telefonisch zijn ouders op de hoogte, die de politie inlichtten.
In Syrië vocht Laachraoui voor Majlis Sjoera al-Moedjahedien ('Overlegraad van de Moedjahedien'), in een groep geleid door Aboe Athier al-Absi. Hij nam deel aan verschillende gevechten. Na de breuk tussen IS en Jabhat al-Nusra zou hij bij de eersten zijn geweest die zich onder Abu Bakr al-Baghdadi stelden. Diens Islamitische Staat noemde zich een kalifaat en viel, anders dan Al-Qaeda, ook niet-soennitische moslims aan. In een gevecht tegen Jabhat al-Nusra bij Deir ez-Zor liep Laachroui een schotwonde in het been op. Enkele maanden nadat ze genezen was, begon hij te trainen voor een aanslag in Europa. Tijdens zijn periode in Syrië bewaakte Laachroui ook westerse gevangenen, waaronder Franse en Spaanse journalisten. Ze kenden hem als Aboe Idriss. Volgens de Spanjaard Marc Marginedas stak hij positief af bij de andere bewakers. Hij werd op 18 maart 2014 geseind door Interpol (via een red notice, geen internationaal aanhoudingsmandaat) en geschrapt uit het Schaarbeekse bevolkingsregister (februari 2015).
Op de terugweg naar België in het gezelschap van Mohamed Belkaïd werd Laachraoui in het Keleti-station van Boedapest opgepikt door Salah Abdeslam in een gehuurde Mercedes. Op 9 september 2015 werden ze gecontroleerd in het Oostenrijkse Aistersheim. Door zijn valse Belgische identiteitsdocument op naam van Soufiane Kayal werd hij niet herkend. In de volgende twee maanden zou hij mee de aanslagen in Parijs organiseren.
Onder zijn valse identiteit huurde hij een safe house in Auvelais, waar de terreurcel explosieven fabriceerde. Laachraoui had nuttige kennis over ontstekingsmechanismen en zijn DNA is aangetroffen op verschillende bomgordels (Bataclan, Stade de France). Het schuiloord werd eind november 2015 ontdekt, nadat de politie op het spoor was gezet door de ontdekking van een 'valsedocumentenfabriek' in Sint-Gillis. Laachraoui's DNA werd er effectief aangetroffen. Behalve als bommenmaker zou hij ook een rol gespeeld hebben bij het coördineren van de Parijse aanslagen. Twee in Brussel gelokaliseerde telefoons, toegewezen aan Laachroui en Belkaïd, hadden vlak voor de feiten contact met de daders. Nadien, op 17 november 2015, is hij nog gefilmd in een Brussels Western Union-kantoor, aan de zijde van Belkaïd die geld overmaakte aan Hasna Aït Boulahcen, de nicht van Abdelhamid Abaaoud, in Parijs. Dat deel van de cel werd kort daarna onschadelijk gemaakt door een politieactie in Saint-Denis. Een ander lid van de cel, Mohamed Bakkali, huurde een appartement in de Henri Bergéstraat te Schaarbeek, vlak bij het ouderlijk huis van Laachraoui. Het werd door de politiediensten doorzocht in december 2015.
Na Parijs was de terreurcel waartoe Laachraoui behoorde nog voldoende sterk om een nieuwe aanslag te beramen. Begin maart huurde ze daarvoor een appartement in de Max Roosstraat (Schaarbeek). Laachraoui was betrokken bij de plannen en werd bijna gearresteerd toen de politie binnenviel op een schuiladres in de Driesstraat te Vorst (14 maart). Hij kon echter ontkomen in het gezelschap van Abdeslam, terwijl de derde aanwezige Belkaïd door de politie werd gedood. Abdeslam werd op 18 maart alsnog opgepakt in de Vierwindenstraat te Molenbeek. Enige dagen later verspreidde de politie een opsporingsbericht van Laachraoui. Dit kon niet verhinderen dat hij daags nadien met Ibrahim El Bakraoui een zelfmoordaanslag pleegde in de vertrekhal van de luchthaven Zaventem. Kort na elkaar brachten ze hun met spijkerbommen gevulde valiezen tot ontploffing bij de check-inbalies van Brussels Airlines en American Airlines. Minstens elf omstanders kwamen om het leven en bijna honderd personen raakten gewond waarvan velen ernstig. 
Laachraoui was een van de mannen die te zien waren op een bewakingsvideo van de luchthaven. Aanvankelijk werd gemeld dat hij voortvluchtig was en een dag later was aangehouden na een klopjacht op basis van dit fotografisch bewijs, maar nog diezelfde dag bleek dat bericht onjuist te zijn. In werkelijkheid had hij zich opgeblazen en was de voortvluchtige Mohamed Abrini (althans naar eigen zeggen).
Op het ogenblik van zijn overlijden stond Laachraoui bij verstek terecht voor rekrutering en opleiding van terroristen. Op de zitting van 29 februari 2016 had het parket hem een leidende rol toebedeeld en vijftien jaar opsluiting geëist. De rechtbank veroordeelde hem in mei tot vijf jaar cel, omdat nog geen overlijdensakte beschikbaar was.